# Elayirampannai
Elayirampannai é uma panchayat (vila) no distrito de Virudhunagar, no estado indiano de Tamil Nadu.

## Geografia
Elayirampannai está localizada a 9° 16′ N, 77° 50′ L. Tem uma altitude média de 101 metros (331 pés).

## Demografia
Segundo o censo de 2001,  Elayirampannai  tinha uma população de 6354 habitantes. Os indivíduos do sexo masculino constituem 48% da população e os do sexo feminino 52%. Elayirampannai tem uma taxa de literacia de 62%, superior à média nacional de 59.5%: a literacia no sexo masculino é de 72% e no sexo feminino é de 52%. Em Elayirampannai, 11% da população está abaixo dos 6 anos de idade.